# Berryz工房コンサートツアー 2009春 〜そのすべての愛に〜
『Berryz工房コンサートツアー 2009春 〜そのすべての愛に〜』（ベリーズこうぼうコンサートツアー にせんきゅうはる 〜そのすべてのあいに〜）は、2009年2月28日から5月17日まで開催されたBerryz工房のコンサートツアーである。DVDが2009年7月29日に発売された。発売元はピッコロタウン。

## 日程
2月28日は夜公演のみ、他は全て1日2公演。
- 2月28日・3月1日：ハーモニーホール座間 ※1日は徳永が欠席
- 3月7日・8日：東京厚生年金会館
- 3月22日：愛知県勤労会館 ※夏焼・菅谷がインフルエンザと診断され中止[1]、5月6日に延期となった。
- 4月4日：千葉県文化会館
- 4月5日：八王子市民会館 ※夜公演で徳永が倒れ途中退場
- 4月12日：長野県民文化会館大ホール
- 4月19日：仙台市民会館大ホール
- 4月25日：栃木県総合文化センター。18時30分開演の公演で単独コンサート通算100公演目となり「Berryz工房単独コンサートの軌跡」と題したVTRが上映された。
- 5月2日：新潟テルサ
- 5月4日：大阪厚生年金会館大ホール
- 5月6日：愛知県勤労会館（振替公演）
- 5月16日・17日：東京厚生年金会館 ※16日夜は夏焼が欠席

## DVD
『Berryz工房コンサートツアー 2009春 〜そのすべての愛に〜』（2009年7月29日）
2009年5月17日に東京厚生年金会館にて行われたコンサートの夜公演を収録した。千秋楽の最終公演のため、ダブルアンコールを含む特別セットリストになっている。
1. OPENING〜抱きしめて 抱きしめて
2. MC1
3. 愛のスキスキ指数 上昇中[注釈 1]
4. サヨナラ 激しき恋
5. VTR 映像（メンバー紹介）
6. HAPPY!Stand Up
7. ギャグ100回分愛してください（アカペラ&ボイスパーカッション）[注釈 2]
8. MC2
9. MADAYADE
10. なんちゅう恋をやってるぅ YOU KNOW?
11. サクラハラクサ
12. さぼり
13. MC3
14. 女子バスケット部〜朝練あった日の髪型〜
15. あいたいけど…
16. 男の子
17. MC4
18. Ah Merry-go-round
19. フラれパターン
20. ジンギスカン
21. ハピネス〜幸福歓迎!〜
22. 友情 純情 oh 青春
23. MC5
24. 行け 行け モンキーダンス
25. CLAP!
26. ENCORE：青春バスガイド[注釈 3]
27. ENCORE：ライバル[注釈 4]
28. W-ENCORE：あなたなしでは生きてゆけない
29. W-ENCORE：MC6
30. W-ENCORE：そのすべての愛に・Bye Bye またね